# Schneitweg
Schneitweg ist ein Gemeindeteil des Marktes Regenstauf im Landkreis Regensburg (Oberpfalz, Bayern).

## Geschichte
Die 1818 durch das bayerische Gemeindeedikt gegründete Gemeinde Schneitweg kam auf Weisung der amerikanischen Militärregierung am 1. Januar 1946 zu Karlstein. Am 1. Januar 1978 wurde Karlstein nach Regenstauf eingemeindet.

## Besonderheiten
Der Skilift Schneitweg bietet etwa 0,6 km Piste mit einem Schlepplift.